# Match de football Italie – Brésil (1982)
Le match Italie-Brésil fut le dernier match de la phase de groupes du deuxième tour du groupe C de la Coupe du monde de la FIFA 1982. Il était décisif pour la qualification en demi-finale. À la grande surprise de tous les observateurs, le match a été remporté par l'Italie 3-2, l'attaquant italien Paolo Rossi marquant un triplé. Ce résultat a éliminé le Brésil du tournoi tandis que l'Italie allait le remporter. Le match a été décrit comme l’un des plus emblématiques de l’histoire du football tant par son scénario, que par l'opposition de style et la qualité du football proposé par les deux équipes,,,

## Contexte du match
Le Brésil était une équipe constituée autour de nombreux talents individuels. Sous la houlette de son sélectionneur Telê Santana, elle était réputée pour développer un style de jeu très inspiré et très offensif. Elle avait remporté ses trois premiers matches de phase de groupes avec brio, notamment une très large victoire contre l'Écosse (4-1). Lors de leur premier match de la phase de groupes du deuxième tour, les Brésiliens avaient battu l'Argentine, leur grand rival sud américain et tenant du titre mondial, par le score de 3-1. À ce stade, les auriverde du fait de la qualité du football qu'ils proposaient depuis le début de la compétition, étaient plus que jamais les grands favoris de cette Coupe du monde.
L'Italie, quant à elle, avait connu un début de tournoi assez difficile. Elle n'avait pas été épargnée par les critiques après avoir fait match nul lors de ses trois premiers matches de la phase de groupes du 1er tour. Elle avait terminé deuxième de son groupe devant le Cameroun seulement à la faveur de la différence de buts. Mais la squadra azura s'était finalement qualifiée pour le second tour. Lors du premier match de ce second tour, elle avait également battu l'Argentine de Maradona sur le score de 2-1, livrant un match plein de réalisme. Toutefois Rossi, l'avant centre italien n'avait toujours pas réussi à marquer. Ce qui n'était pas sans créer un débat médiatique sur le fait que Enzo Bearzot persistait à le titulariser quand même. Il sortait tout juste d'une suspension de deux ans à la suite de son implication dans le scandale des matches truqués du Totonero en 1980 et peu nombreux étaient ceux qui le croyaient capable de revenir à son meilleur niveau.
Sachant que le Brésil à la suite d'une victoire plus large contre l'Argentine avait une différence de buts qui lui était favorable, l'Italie était obligée de gagner pour se qualifier alors que le Brésil pouvait se contenter d'un match nul. Cette situation faisait que le Brésil avait d'autant la faveur de tous les pronostics.

## Le match
Le match a résidé dans une opposition de style. D'un côté, une équipe du Brésil comme toujours très offensive mais qui a démontré des faiblesses en défense et une forme d'incapacité à exploiter les nombreuses occasions de but qu'elle a pu se créer, de l'autre, une Italie bien organisée défensivement  qui a laissé venir son adversaire pour mieux  "jouer le contre" et profiter de toutes les opportunités qui pouvaient se présenter.
Le Brésil disposait d'un collectif très technique avec des joueurs offensifs comme  Zico, Sócrates, Eder et Falcão, qui non seulement étaient capables d'organiser collectivement le jeu mais aussi de marquer sur des exploits techniques individuels. Si le jeu de l'Italie était moins flamboyant et plus attentiste, il était structuré autour de quelques cadres d'exception tels les Antognoni, Conti ou Tardelli, et reposait sur une défense très expérimentée à l'image de Zoff, son gardien et capitaine considéré comme l'un des meilleurs du monde à son poste.
L'essentiel du temps de jeu s'est passé dans la moitié de terrain italienne et a vu de nombreuses offensives du Brésil qui avec plus d'efficacité de la part de Serginho, son attaquant de pointe, aurait pu prendre le large au score. Mais contre toute attente, et à la suite d'un raté inquiétant sur une première occasion, c'est toutefois le très contesté Paolo Rossi qui ouvrait le score en reprenant de la tête, un centre de Cabrini après seulement cinq minutes de jeu. La réaction du Brésil fut rapide puisque Sócrates égalisa sept minutes plus tard à l'issue d'une action collective et d'une frappe au ras du poteau qui surprit Zoff dans un angle fermé. À la vingt-cinquième minute, Rossi encore lui, dépassait Júnior, interceptait une passe de Cerezo devant le but brésilien et marquait un nouveau but plein d'opportunisme. À partir de ce deuxième but italien, les Brésiliens monopolisèrent le ballon pendant la fin de la première mi-temps et le début de la seconde, afin de tenter d'égaliser à nouveau tandis que l'Italie défendait avec acharnement. Le défenseur central italien Claudio Gentile assura un marquage individuel très efficace sur Zico. Certes, il fut pénalisé d'un carton jaune mais limita fortement l'influence sur le jeu de la star brésilienne. À la 68 ème minute, Falcão récupérait une passe de Júnior et grâce à un faux appel de balle de Cerezo qui embarquait trois défenseurs italiens, frappait des 20 mètres pour égaliser.
L'Italie avait pris l'avantage à deux reprises grâce aux buts de Rossi mais le Brésil était revenu deux fois. À 2 à 2, le Brésil était donc qualifié à la différence de but, mais à la 74 ème minute, un mauvais dégagement brésilien sur corner offrait une nouvelle occasion à Rossi qui du bout des pieds de  la ligne des 6 mètres, arrivait à catapulter le ballon dans les cages de Waldir Peres, prenant encore à défaut une défense brésilienne trop laxiste dans son marquage.
La fin du match fut à sens unique, les Brésiliens essayant d'égaliser avec l'énergie du désespoir. C'est pourtant Antognoni qui en fin de match sur une contre-offensive croyait marquer un quatrième but pour l'Italie, mais celui-ci fut refusé pour un hors-jeu discutable. Dans les derniers instants, Dino Zoff réalisa un arrêt miraculeux sur sa ligne pour capter une tête à bout portant d'Oscar qui aurait qualifié le Brésil. Mais c'est donc l'Italie qui à la surprise générale, remporta finalement le match et se qualifia pour la demi-finale où elle allait retrouver la Pologne.

### Feuille de match
| Italie | Brasil |
| ------ | ------ |

| 5 juillet 1982 | Italie                 | 3-2   | Brésil                  |                                                                            |                                                                            |
| 18:15 CEST     | Paolo Rossi 5e 25e 74e | (2-1) | Socrates 12e Falcão 68e | Estadio Sarriá, Barcelone Spectateurs : 44 000 Arbitrage : Abraham Klein ( | Estadio Sarriá, Barcelone Spectateurs : 44 000 Arbitrage : Abraham Klein ( |

| GK             | 1  | Dino Zoff (c)        |     |     |
| DF             | 4  | Antonio Cabrini      |     |     |
| DF             | 5  | Fulvio Collovati     |     | 34e |
| DF             | 6  | Claudio Gentile      | 13e |     |
| DF             | 7  | Gaetano Scirea       |     |     |
| MF             | 9  | Giancarlo Antognoni  |     |     |
| MF             | 13 | Gabriele Oriali      | 78e |     |
| MF             | 14 | Marco Tardelli       |     | 75e |
| MF             | 16 | Bruno Conti          |     |     |
| CF             | 19 | Francesco Graziani   |     |     |
| CF             | 20 | Paolo Rossi          |     |     |
| remplaçants:   |    |                      |     |     |
| GK             | 12 | Ivano Bordon         |     |     |
| DF             | 3  | Giuseppe Bergomi     |     | 34e |
| MF             | 11 | Giampiero Marini     |     | 75e |
| MF             | 15 | Franco Causio        |     |     |
| FW             | 18 | Alessandro Altobelli |     |     |
| sélectionneur: |    |                      |     |     |
| Enzo Bearzot   |    |                      |     |     |

| GK             | 1  | Waldir Peres   |  |     |
| RB             | 2  | Leandro        |  |     |
| CH             | 3  | Oscar          |  |     |
| CH             | 4  | Luizinho       |  |     |
| LB             | 6  | Júnior         |  |     |
| CM             | 5  | Toninho Cerezo |  |     |
| CM             | 8  | Sócrates (c)   |  |     |
| LM             | 11 | Éder           |  |     |
| RM             | 15 | Falcão         |  |     |
| SS             | 10 | Zico           |  |     |
| CF             | 9  | Serginho       |  | 69e |
| remplaçants:   |    |                |  |     |
| GK             | 12 | Paulo Sérgio   |  |     |
| DF             | 13 | Edevaldo       |  |     |
| DF             | 14 | Juninho        |  |     |
| MF             | 7  | Paulo Isidoro  |  | 69e |
| FW             | 19 | Renato         |  |     |
| sélectionneur: |    |                |  |     |
| Telê Santana   |    |                |  |     |

## Conséquences du match
Le match restera l'une des défaites majeures de l'histoire de la sélection brésilienne que nombre d'observateurs voyaient déjà championne du monde. Le résultat s'est vu instrumentalisé comme l'échec d'une philosophie du football tournée vers l'offensive et le beau jeu, et à l'inverse, a été présenté comme le triomphe d'une conception plus européenne privilégiant la rigueur, l'efficacité et l'organisation défensive. Ce match a depuis été qualifié par la presse brésilienne de « tragédie de Sarrià » (en portugais : Tragédia do Sarrià ), nom du stade de Barcelone où s'est déroulé le match. Le résultat du match a eu un impact profond et durable sur les processus de formation dans le football brésilien. Selon Luizinho, défenseur central du Brésil en 1982, la défaite a changé la façon de penser des entraîneurs brésiliens, conduisant à une nouvelle philosophie destructrice basée sur un football plus tactique, physique, défensif et proche de celui pratiqué par certaines équipes européennes comme l'Italie ou l'Allemagne.
Comme le décrit le journaliste sportif correspondant au Brésil pour la BBC,Tim Vickery (en), pour de nombreux entraîneurs brésiliens, l'échec de cette équipe de 1982 puis de celle de la Coupe du monde de 1986 qui développa le même type de jeu, a servi d'argument à ceux qui au Brésil défendaient une autre conception du jeu en rupture avec la tradition brésilienne mais qu'ils considéraient comme plus moderne. Cette conception impliquait de développer un jeu plus physique et donc une remise en cause des méthodes de formation traditionnelles, considérant que l'avenir du football résidait dans la contre-attaque, plutôt que dans des combinaisons élaborées de passes au milieu de terrain. Tim Vickery poursuit en expliquant que cette vision a eu beaucoup de poids dans l'évolution du jeu brésilien. Elle a amené une succession d'équipes brésiliennes à opter pour un jeu plus axé sur les débordements latéraux de joueurs avec du volume physique plutôt que par le redoublement de passes courtes en une touche de balle comme le pratiquaient les équipes du Brésil des Coupes du monde 82 et 86.
Lorsque Branco, ancien arrière gauche de Middlesbrough, était à la tête des équipes de jeunes du Brésil, il faisait de la détection de jeunes grands et forts une priorité en argumentant que les chances de marquer sont réduites si une action est menée en plus de sept passes. En 2006, il déclarait que "si le Brésil avait remporté le trophée en 1982, cette équipe aurait été plus qu'un bon souvenir et qu'elle aurait pu être le modèle pour les équipes futures, car les vainqueurs sont toujours copiés". En évoquant ce match, Sócrates dira plus tard :  Nous avions une équipe d'enfer et avons joué un très beau football. Ensuite, Rossi a eu trois opportunités et a marqué un triplé. Le football tel que nous le concevions est mort ce jour-là.
Dans les années qui ont suivi de nouvelles évolutions sont intervenues. L'essor du toque ou tiki-taka, un style de football basé sur la possession du ballon par un jeu court, des changements de positions et des redoublements de passes  – rappelant fortement le style de jeu brésilien, incarné par l'équipe de 1982 – pratiqué avec bonheur par l'équipe nationale de Colombie des années 90 puis par le FC Barcelone de  Pep Guardiola et l'équipe d'Espagne, championne d'Europe et du monde dans la première décennie du XXIème siècle, a encore fait évoluer l'approche du jeu. Par ailleurs, les défaites écrasantes et sans gloire d'équipes brésiliennes peu inspirées qui avaient un style axé sur le physique, comme le  7-1 subit face l'Allemagne à domicile lors de la Coupe du monde en 2014, ont mis à nu les limites d'un jeu trop attentiste,.
Il faut également souligner que la lecture du jeu pratiqué par l'Italie de 82 a fait l'objet de certains raccourcis qu'avec le recul on peut estimer un peu simplistes. En effet, traditionnellement le football italien, notamment à travers la culture de jeu de l'Inter de Milan ou de la Juventus de Turin, et avant la révolution qu'a pu représenter le Milan AC d'Arrigo Sacchi, était adossé à un système qui implique de laisser venir l'adversaire et donc une défense rigoureuse avec un véritable libéro décroché ainsi qu'une pratique du marquage individuel. Toutefois, la squadra Azura de 1982 qui était composée d'une majorité de joueurs de la Juventus, si elle répondait à ses principes, était également capable de temps de domination offensive avec des joueurs comme Antognoni, Oriali ou Conti, qui savaient conserver le ballon et construire du jeu.
Au delà des considérations tactiques, il faut aussi souligner que dans ce match, l'Italie disposa de deux atouts dont la seleção, malgré ses nombreux talents individuels, était dépourvue : un buteur d'exception en la personne de Paolo Rossi mais qui au demeurant ne se distinguait pas par ses capacités physiques, et probablement le meilleur gardien du monde de l'époque en la personne de Zoff. Avec le recul, il a été reconnu que ce sont ces facteurs qui ont fait la différence dans les actions déterminantes pour le résultat final du match,.

## Autour du match
En 2002, Paolo Rossi a publié son autobiographie. Le livre est intitulé Ho fatto piangere il Brasile. Comme son titre l'indique, le récit est très centré sur la victoire de1982 contre le Brésil. 
En 2014, le magazine So Foot a établi un top 100 des matchs dans lequel ce match Italie Brésil de la coupe du monde 1982 figure à la dixième place.
La FIFA lui a consacré sur son site officiel, un article en 2024 dans le cadre d'une chronique consacrée aux matchs de légende de la coupe du monde.
L'acteur et auteur palermitain Davide Enia a tiré de cet l'affrontement de 1982 entre l'Italie et le Brésil, une pièce de théâtre qui fut notamment à l'affiche du festival off d'Avignon 2013. La pièce fait le récit du match à travers le regard et les commentaires d'une famille de Palerme qui pour l'occasion se retrouve devant la télévision pour suivre l'évènement.